# Sitters
Sitters là một đô thị thuộc thuộc huyện Donnersberg, Đức. Đô thị Sitters có diện tích 2,63 km², dân số thời điểm ngày 31 tháng 12 năm 2006 là 129 người.